# Kleven
Kleven este o arie protejată (arie specială de conservare — SAC, sit de importanță comunitară — SCI) din Suedia întinsă pe o suprafață de 20,2 ha, integral pe uscat.

## Localizare
Centrul sitului Kleven este situat la coordonatele 58°11′20″N 13°43′51″E / 58.189°N 13.7308°E.

## Înființare
Situl Kleven a fost declarat sit de importanță comunitară în ianuarie 1997 pentru a proteja 2 specii de animale. Situl a fost protejat și ca arie specială de conservare în martie 2011.

## Biodiversitate
Situată în ecoregiunea boreală, aria protejată conține 4 habitate naturale: Păduri caducifoliate de mlaștină fino-scandinave, Mlaștini alcaline, Păduri caducifoliate bătrâne naturale hemiboreale fino-scandinave (Quercus, Tilia, Acer, Fraxinus sau Ulmus) bogate în specii epifite, Pășuni din zone de pădure fino-scandinave.
La baza desemnării sitului se află mai multe specii protejate de  nevertebrate (2): Vertigo genesii, Vertigo geyeri